# Tom Boere
Tom Boere (Breda, 24 novembre 1992) è un calciatore olandese, attaccante del Terrassa.

## Caratteristiche tecniche
È un centravanti dotato di un grande senso di orientamento e di posizionamento nell’area avversaria, abile nei tap-in, nelle conclusioni sotto porta e nello sporcare conclusioni dirette nello specchio.

## Carriera

### Club

#### Giovanili
Cresciuto nelle giovanili del Gent, ha esordito il 21 gennaio 2012 in un match pareggiato 0-0 contro lo Zulte Waregem.

#### FC Oss
Comincia a farsi notare nella stagione 2016-2017, con la maglia dell’Oss, dove mette a segno 33 reti in 38 partite, diventando il capocannoniere della Eerste Divisie ed uno degli attaccanti europei più prolifici di quell’anno. A fine stagione sono molti i club europei a mettere gli occhi sul talento olandese, tra cui anche Udinese, Cagliari e SPAL. Nonostante ciò, il giovane passa al Twente per 400.000 euro in estate.

#### Twente
La stagione seguente, nel massimo campionato olandese, non è delle migliori: i troppi debiti finanziari del club, che in più episodi ha rischiato la squalifica, e le svendite dei propri talenti hanno influito negativamente sul rendimento della squadra e del giocatore, concludendo una pessima stagione con sole 5 reti messe a referto. Il club retrocede e Tom Boere, nel giro di un anno, si ritrova nuovamente in Eerste Divisie, per la stagione 2018-2019. Ottenuti tutti i permessi per partecipare alla seconda divisione olandese, Boere torna a segnare con una certa continuità concludendo la stagione con il primato in campionato già consolidato con 4 giornate di anticipo e 16 gol realizzati in 31 presenze; nel mezzo anche un infortunio alla mascella che lo ha tenuto lontano dai campi per circa un mese e mezzo. Tornato in Eredivisie per la stagione 2019-2020, il giocatore non riesce a trovare spazio e, nelle prime cinque partite di campionato, appare solo nel finale del match pareggiato per 3-3 contro l'RKC Waalwijk.

#### Uerdingen
Il 2 settembre 2019, di conseguenza, viene ceduto gratuitamente all’Uerdingen 05, club militante nella terza serie tedesca; l’olandese debutta il 14 settembre sul campo dello Zwickau realizzando la rete del momentaneo vantaggio (match vinto 2-1 allo scadere). Il 23 novembre realizza la prima doppietta in terra tedesca nel match vinto per 2-1 sul campo del Würzburg, per poi ripetersi due turni dopo contro l’Hansa Rostock, realizzando anche un assist, validi per il 4-1 finale. Torna alla rete l'8 marzo 2020 segnando nella vittoria per 4-2 nuovamente contro lo Zwickau.

#### Turkgucu
Chiusa la parentesi Uerdingen con 21 presenze e 9 reti, il 26 luglio 2020 Boere si trasferisce gratuitamente al Türkgücü, altro club militante in 3.Liga con sede a Monaco di Baviera, trovando la rete nella seconda giornata di campionato, nonché seconda presenza dell'olandese, nel 3-0 casalingo contro il Kaiserslautern, segnando su rigore il terzo gol dell'incontro.

#### Meppen
Dopo 9 presenze e 2 reti, durante i primi giorni della sessione di mercato invernale Boere viene ceduto gratuitamente al Meppen, altra squadra di terza categoria tedesca. Conclude la stagione con due reti in 18 presenze, contro Hallescher e Kaiserslautern.

#### Cambuur
Nell'estate 2021 Boere torna in Eredivisie vestendo la maglia della neopromossa Cambuur. Realizza le prime reti alla quarta giornata di campionato segnando una doppietta nel match vinto per 5-2 contro il Go Ahead Eagles, mettendo a segno anche la terza rete stagionale nella vittoria esterna per 4-0 sul campo dello Sparta Rotterdam.

### Nazionale
Nel 2009 ha segnato un gol in 3 presenze nel Mondiale Under-17.

## Statistiche

### Presenze e reti nei club
Statistiche aggiornate al 3 maggio 2019.
| Stagione         | Squadra          | Campionato       | Campionato | Campionato | Coppe nazionali | Coppe nazionali | Coppe nazionali | Coppe continentali | Coppe continentali | Coppe continentali | Altre coppe | Altre coppe | Altre coppe | Totale | Totale | Totale |
| Stagione         | Squadra          | Comp             | Pres       | Reti       | Comp            | Pres            | Reti            | Comp               | Pres               | Reti               | Comp        | Pres        | Reti        | Pres   | Reti   |        |
| ---------------- | ---------------- | ---------------- | ---------- | ---------- | --------------- | --------------- | --------------- | ------------------ | ------------------ | ------------------ | ----------- | ----------- | ----------- | ------ | ------ | ------ |
| 2011-2012        | Gent             | PL               | 3          | 0          | CB              | 0               | 0               | -                  | -                  | -                  | -           | -           | -           | 3      | 0      |        |
| 2012-2013        | Gent             | PL               | 0          | 0          | CB              | 0               | 0               | -                  | -                  | -                  | -           | -           | -           | 0      | 0      |        |
| 2013-2014        | Hoogstraten      | TK               | 21+1       | 6+1        | CB              | 0               | 0               | -                  | -                  | -                  | -           | -           | -           | 22     | 7      |        |
| 2014-2015        | Eindhoven        | ED               | 32+1       | 9+0        | CO              | 1               | 0               | -                  | -                  | -                  | -           | -           | -           | 34     | 9      |        |
| 2015-2016        | Eindhoven        | ED               | 18         | 3          | CO              | 1               | 0               | -                  | -                  | -                  | -           | -           | -           | 19     | 3      |        |
| Totale Eindhoven | Totale Eindhoven | Totale Eindhoven | 51         | 12         |                 | 2               | 0               |                    | -                  | -                  |             | -           | -           | 53     | 12     |        |
| 2016-2017        | TOP Oss          | ED               | 38         | 33         | CO              | 1               | 1               | -                  | -                  | -                  | -           | -           | -           | 39     | 34     |        |
| 2017-2018        | Twente           | ED               | 31         | 5          | CO              | 5               | 2               | -                  | -                  | -                  | -           | -           | -           | 36     | 7      |        |
| 2018-2019        | Twente           | ERE              | 31         | 16         | CO              | 2               | 0               |                    | -                  | -                  |             | -           | -           | 33     | 16     |        |
| Totale Carriera  | Totale Carriera  | Totale Carriera  | 174        | 63         |                 | 10              | 3               |                    | -                  | -                  |             | -           | -           | 186    | 76     |        |

## Palmarès

### Club

#### Competizioni nazionali
- Eerste Divisie: 1

Twente: 2018-2019

### Individuale
- Capocannoniere dell'Eerste Divisie: 1

2016-2017 (33 reti)